# ヴィンセント・トン
ヴィンセント・トン (Vincent Tong、1980年5月2日 - ) は、カナダの声優そしてまた声監督。

## 出演作品

### アニメ
- アイアンマン ザ・アドベンチャーズ - (マンダリン / ジーン・ハーン)
- キッドvsキャット - (ヘンリー)
- レゴ ニンジャゴー - (カイ)
- レゴ ネックスナイツ - (ジェストロ)
- マイリトルポニー〜トモダチは魔法〜

### 映画
- マイリトルポニー: エクエストリア・ガールズシリーズ - (フラッシュ・セントリー)
  - マイリトルポニー: エクエストリア・ガールズ
  - マイリトルポニー・ガールズ: 虹の冒険
  - マイリトルポニー: エクエストリア・ガールズ - フレンドシップ・ゲーム
  - マイリトルポニー: エクエストリア・ガールズ - エバーフリーの伝説
- ソーセージ・パーティー